# Розенкранц і Гільденстерн

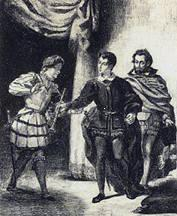

Розенкранц і Гільденстерн — персонажі трагедії Вільяма Шекспіра «Гамлет». Друзі дитинства Гамлета, яких король Клавдій викликав, щоб відвернути принца від його очевидного божевілля і, якщо можливо, з'ясувати його причину. Пізніше ці персонажі з'явилися в сатирі В. Ш. Ґілберта «Розенкранц і Гільденстерн», в абсурдистській п'єсі Тома Стоппарда «Розенкранц і Гільденстерн мертві» та її екранізації.
Розенкранц (дан. Rosencrantz — «трояндовий вінок») і Гільденстерн (дан. Gyldenstjerne/Gyllenstierna — «золота зірка») — імена данських (і норвезьких, і шведських) дворянських родів XVI століття; записи данської королівської коронації 1596 року показують, що десята частина аристократів, які брали в ній участь, носила те чи інше ім'я. Джеймс Велькель припускає, що персонажів названо на честь Фредеріка Розенкранца та Кнуда Гілденштірна, двоюрідних братів Тихо Браге, які відвідали Англію 1592 року.

## ШекспірівськийГамлет
Більшість персонажів «Гамлета» мають класичні імена, на відміну від «підкреслено данських» Розенкранца і Гільденстерна. Ці імена були поширеними при дворі Фрідріха II і Крістіана IV, а також у Віттенберзькому університеті, закладі, де, як згадано, навчався Гамлет (він називає їх «двома моїми однокласниками», англ. my two schoolfellows).
У «Гамлеті» Розенкранц і Гільденстерн уперше з'являються в сцені 2 другої дії, де вони намагаються довіритися принцу Гамлету, їхньому другу дитинства. Ввічлива та підлеслива мова одразу виявляє їх як підлабузників, які насправді є шпигунами корумпованого короля Клавдія, дядька Гамлета, який узурпував трон і постійно намагається контролювати племінника. Гамлет вітає їх як «чудових хороших друзів», але, бачачи їхню личину, зауважує, що вони не будуть чесними з ним через свою місію. Розуміючи, що йому не вистачає союзників, окрім Гораціо, Гамлет виголошує Розенкранцу та Гільденстерну промову «Що за майстерний витвір чоловік!».
У третій дії Гамлет ніби відмовляється від удаваної дружби, холодно відкидаючи їх у сцені 2. Рядок 319 є, мабуть, єдиним його використанням королівського «ми» у п'єсі, хоча, можливо, він звертається до присутнього на сцені Гораціо, з яким Гамлет уперше побачив привида, про якого вони говорять. У сцені 4 він каже своїй матері: «Яким я вірю, мов гадюкам підлим».
Коли Гамлет убиває Полонія, Клавдій наймає Розенкранца та Гільденстерна, щоб вони супроводжували Гамлета до Англії, надавши їм листа для короля Англії зі вказівкою вбити Гамлета. (Вони, мабуть, не знають, що написано в листі, хоча Шекспір ніколи про це прямо не говорить.) Під час подорожі недовірливий Гамлет знаходить і переписує листа, наказуючи кату вбити Розенкранца та Гільденстерна. Коли на їхній корабель нападають пірати, Гамлет повертається до Данії, залишивши Розенкранца та Гільденстерна вмирати; у сцені 2 п'ятої дії він каже, що «Вони мені сумління не гнітять; / В чужі-бо справи втрутились ці двоє». Посли, які повернулися пізніше, повідомляють, що Розенкранц і Гільденстерн мертві.
Як приклад загнивання двору, вони розпалюють протистояння між Гамлетом і Клавдієм. Шекспір очікує, що глядачі оцінять поетичну справедливість їхніх смертей: хоча вони, ймовірно, не знають смертоносного змісту листа, який везуть до Англії, і є, в такому разі, невинними жертвами помсти Гамлета, вважається, що вони заслужили це за участь у інтригах Клавдія. Придворні завжди з'являються разом, за винятком редакцій після тексту Першого фоліо, де Гільденстерн у 3-ій сцені четвертої дії входить на чотири рядки пізніше від Розенкранца.

## Походження
Американський астроном Пітер Ашер, почесний професор Пенсильванського університету, опублікував гіпотезу про те, що шекспірівський «Гамлет» насправді є астрономічною алегорією. Король Клавдій, на його думку, не дарма має таке ж ім'я, як і Птолемей, який запропонував геоцентричну модель. Гамлет — це коперніканець Томас Діггес, а Розенкранц і Гільденстерн (прізвища, згадані в родоводі Тихо Браге), втілюють теорії Тихо, який намагався примирити дві системи.

## Розенкранц і ГільденстернҐілберта
П'єса В. Ш. Ґілберта (1874) — комедія, в якій Розенкранц планує зі своїм другом Гільденстерном, як позбутися Гамлета, щоб Розенкранц міг одружитися з Офелією. Вони дізнаються, що Клавдій написав п'єсу. Літературний твір короля настільки поганий, що Клавдій постановив стратити кожного, хто про це згадає. Вони отримують рукопис і переконують Гамлета прокоментувати його. Коли він це робить, Клавдій постановляє, що він повинен померти, але зрештою його переконують вислати його до Англії. Розенкранц і Офелія тепер можуть бути разом.

## Розенкранц і Гільденстерн мертвіСтоппарда
Розенкранц і Гільденстерн, головні герої п'єси та фільму Тома Стоппарда, збентежені подіями Гамлета і, здається, не усвідомлюють своєї ролі у великій драмі. П'єса, насамперед, комедія, але своїх безглуздих балачках вони часто натикаються на глибокі філософські істини. У фільмі Розенкранц винаходить сандвіч і відкриває, серед іншого, силу тяжіння та виштовхувальну силу. Герої відходять від своїх прозрінь так само швидко, як і приходять до них.
Часом один здається більш освіченим, ніж інший, але протягом усієї драми це враження почергово змінюється. Стоппард також наповнив п'єсу жартами щодо звичайної театральної тенденції міняти під час п'єси Розенкранца та Гільденстерна місцями, оскільки персонажі переважно ідентичні. Він робить це, змушуючи Розенкранца та Гільденстерна не знати, хто є хто, а також змушуючи інших персонажів (Клавдія, Гамлета, Гертруду) часто називати їх неправильними іменами. Через схожість п'єси з «Чекаючи на Ґодо», Розенкранца іноді порівнюють з Естрагоном (одним із волоцюг, які чекають на Ґодо), який демонструє його неясне сприйняття реальності, тоді як Гільденстерна порівнюють із Володимиром, який має аналітичне сприйняття.